# Semiothisa commixta
Semiothisa commixta là một loài bướm đêm trong họ Geometridae.